# 1475
Évszázadok: 14. század – 15. század – 16. század
Évtizedek: 1420-as évek – 1430-as évek – 1440-es évek – 1450-es évek – 1460-as évek – 1470-es évek – 1480-as évek – 1490-es évek – 1500-as évek – 1510-es évek – 1520-as évek
Évek: 1470 – 1471 – 1472 – 1473 –  1474 – 1475 – 1476 – 1477 – 1478 – 1479 – 1480

## Események

### Határozott dátumú események
- január 10. – III. (Nagy) István moldvai vajda és Magyar Balázs erdélyi vajda Vászlónál győzelmet arat a Moldvába benyomuló Hadan Szülejmán pasa ruméliai beglerbég – és a hozzá csatlakozó Basarab Laiotă – támadó, 120 ezres török serege felett.[1]
- január 9. – Hunyadi Mátyás levelet küldött a pápának, melyben értesítette, hogy megfelelő segítség mellett felveszi a harcot a törökkel.
- április 24.
  - Mátyás országgyűlést hív össze Budára.[2] (Az országgyűlésre 1464 után először kapnak meghívást a szabad királyi városok.)
  - Thurzó János szerződést köt a hét Garam menti bányavárossal, és kötelezi magát, hogy a bányákban vízelvezető berendezést épít.[3]
- június 9. – Mátyás engedélyezi a szász székeknek, Beszterce és Brassó városának és a Barcaság lakóinak, hogy adójukat 10 ezer aranyforinttal megválthassák.[4]
- június 15. IV. Szixtusz pápa Ad decorem militantis Ecclesiae című bullájával jövedelmet és helyet biztosít a Vatikáni Könyvtárnak.[5]
- augusztus 29. – A picquigny-i szerződés véget vet az Anglia és Franciaország – vagyis IV. Edward angol és XI. Lajos francia király – közti rövid háborúnak.[6]

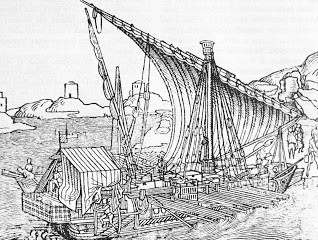
Hadigálya

- október 15. – Mátyás király teljes hadseregével a törökök ellen indul.[7]

### Határozatlan dátumú események
- január – Sziléziában egyes főurak lázadást szerveznek Mátyás ellen. (A király a lázadást leveri.)
- tavasz – Mátyás visszatér Sziléziából.[1]
- az év őszén – Mátyás Szabács vára ellen indul és hozzákezd az ostromhoz. (A vár 1476. február 15-én esik el.)[8]
- az év folyamán Reggio di Calabriában megjelenik az első nyomtatott zsidó könyv.[9]

## Születések
- február 25. – Eduard Warwick grófja, a York-ház utolsó férfi tagja
- március 6. – Michelangelo Buonarroti, itáliai festő és szobrász († 1564)
- szeptember 6. – Sebastiano Serlio itáliai születésű építész († 1554)
- szeptember 13. – Cesare Borgia, itáliai hadvezér, VI. Sándor pápa fia († 1507)
- december 11. – X. Leó pápa († 1521)[10]
- Filippo de Lurano itáliai zeneszerző
- Philippe Verdelot francia zeneszerző, az első aki madrigálokat szerzett
- Graborjai Beriszló Péter veszprémi püspök és horvát-szlavón-dalmát bán († 1520)

## Halálozások
- szeptember – Henry Holland, Exeter 3. hercege, Lancaster-párti nemes Angliában, a rózsák háborújának résztvevője ( 1430)